# Mengo Yokoyari
Mengo Yokoyari (横槍 メンゴ?, Yokoyari Mengo; Prefettura di Mie, 27 febbraio 1988) è una fumettista giapponese.
Ha debuttato come fumettista di manga per adulti nel 2009.  Il suo lavoro più famoso è la serie Scum's Wish, che è stata adattata in una serie televisiva anime di una stagione dallo studio Lerche. È inoltre la disegnatrice del manga Oshi no ko - My Star, il cui autore è Aka Akasaka, da cui sono stati tratti una serie anime e un dorama live-action. 

## Carriera come fumettista
- Haruwaka (はるわか?) (2010–2012)
- Mokkai Shiyo? (もっかいしよ ??) (2011)
- Kimi wa Midara na Boku no Joō (君は淫らな僕の女王?) (2012–2017, storia di Lynn Okamoto)
- Scum's Wish (クズの本懐?) (2012–2017)
- Mega Heart (めがはーと?) (2013-2017)
- Retort Pouch! (レトルトパウチ！?) (2014–2018)[3]
- Isshō Sukitte Yuttajan (一生好きってゆったじゃん?) (2018-2020, serie di short stories)
- Oshi no ko - My Star (【推しの子】?) (2020-2024, storia di Aka Akasaka)[4]

### Speciali e one shot
- Racconto breve di I Am a Hero (2016) (incluso in I Am a Hero Official Anthology: 8 Tales of the ZQN (アイアムアヒーロー 公式アンソロジーコミック８?))
- Fuyu Kitari naba, (ふゆきたりなば、?) (2013) (inclusa come sesta e ultima storia nel volume 2 di Cigarette Anthology (シガレットアンソロジー?))